# История женщин
История женщин или женская история изучает роль женщин в истории. Предметами её рассмотрения являются права женщин, их личные достижения и вклад в историю, отдельные значимые женщины прошлого и влияние исторических событий на женщин. Теоретики данной области исходят из того, что в традиционной историографии фиксируется в основном мужской опыт, а женский не рассматривается или оценивается с точки зрения мужчины. Исследования об истории женщин начали развиваться на фоне второй волны феминизма.

## История женщин в разных регионах
Первую в США PhD-программу по женской истории основала Герда Лернер в Университете Висконсина.
Ежегодно проходит Месяц женской истории. В России его с 2017 года проводит Московский женский музей.